# Leroy & Stitch
Leroy y Stitch es una película de dibujos animados creada por Walt Disney Television Animation. Se trata de un spin-off de la película de animación Lilo & Stitch (2002) y la conclusión a la serie de televisión Lilo & Stitch: La serie. La película debutó en Disney Channel el 23 de junio de 2006 y también fue presentada en Toon Disney el 26 de junio de 2006. Fue lanzada en DVD en Estados Unidos el 27 de junio de 2006, pocos días después del final de la serie de televisión.

## Argumento
Todo comienza cuando Lilo, Stitch, Jumba y Pleakley han sido enviados a los distintos lugares de la galaxia donde cada uno cree pertenecer como recompensa por recuperar los 626 experimentos. Pero sus vidas pronto se ven alteradas cuando el malévolo Dr. Hämsterviel escapa de prisión y obliga a Jumba a crear un nuevo experimento: Leroy, el malvado gemelo de Stitch. Todo empeora además cuando Hämsterviel clona a esta nueva criatura para crear su propio ejército. La tarea de Lilo consistirá, en reunir a Stitch y al resto de la pandilla para combatir al malvado ejército de Leroys... Cuando las cosas se ponen feas, nuestros amigos descubrirán que el lugar al que realmente pertenecen es aquel en el que están todos juntos.
Su misión de capturar a los 626 experimentos en la Tierra ha terminado, por lo que Lilo y su familia son honrados como héroes de la Alianza Galáctica. A Jumba se le da una clave de acceso para un laboratorio nuevo, a Pleakley se le ofrece un puesto como Profesor de Estudios de la Tierra en el G.A.C.C. (Galactic Aliance Community College) y Stitch (experimento 626) se hace capitán de la Armada y comandante galáctico de la BRB-9000 (BRB significa "Big Red Battleship"). Lilo se hizo la Embajadora en la Tierra y única guardiana de los "primos" de Stitch. En un principio, los demás rechazan sus recompensas al ver cómo Lilo entristece al salir de casa. Pero al final del día, Lilo acepta y se prepara para decir adiós a su gran familia desde el espacio ultraterrestre. Antes de que salgan, Lilo le da a Jumba un disco de Elvis, a Pleakley un pisapapeles (que es en realidad una roca de la Tierra) y a Stitch un collar con un Tiki Ku (el dios de la fuerza de Hawái), y luego se despiden.
Mientras tanto, Gantu ha decidido que ya que no logró triunfar en la captura de todos los experimentos (solo con excepción de 626), que rompería la celda del doctor Hämsterviel para sacarlo fuera de prisión. Al final, ambos escapan dejando a 625 solo.
En los Cuarteles Generales de la Alianza Galáctica en el planeta Turo, Stitch se entera de que la primera misión es la recaptura de Hämsterviel. Pleakley por su parte es el primero en ejercer su nuevo cargo en la G.A.C.C., hasta que su asistente le dice que él no es más que una "publicidad", que no es profesor y que no va a dar clases. Jumba está feliz de regresar a ser nuevamente un "genio maligno", pero pronto descubre que sin nadie para demostrar sus logros, por lo que su vida se vuelve infeliz tanto como Stitch y Pleakley y extrañan a su vida anterior cuando estuvieron viviendo con Lilo y Nani.
La tristeza de Jumba es de corta vida y cuando Hämsterviel y Gantu entran al laboratorio de Jumba, Hämsterviel exige una nueva y mejor experiencia para derrotar a la Alianza Galáctica. Cuando Jumba se niega, que se ve obligado a hacerlo en láser-punto. Esta nueva creación tiene todos los poderes de Stitch y, a continuación, algunos de ellos, con algunas pieles duplicadas. Después de correr a través de varios nombres y un número (Experimento 627, que Gantu recuerda que Jumba ya lo había creado), Hämsterviel llama a esta nueva monstruosidad: Leroy.
Stitch causa explosiones, tratando de capturar a Hämsterviel. Después de una lucha que destruye el laboratorio de Jumba, Stitch es derrotado cuando Pleakley aparece en un desafortunado momento de distracción Stitch cae dentro de un contenedor y Leroy para ganar tiempo suficiente como para bloquear a Stitch dentro del contenedor. Hämsterviel entonces revela su plan maestro: clonar un ejército de Leroys para hacerse cargo de la Alianza Galáctica. Antes de salir de tour, Hämsterviel pone las cerraduras, Jumba, Pleakley y Stitch en la G.A.C.C. un vehículo espacial, con su piloto automático conjunto de enviar la nave en un agujero negro.
Volver a la Tierra, Lilo hace rondas para asegurarse de que todos los "primos" sean felices en su todavía "un verdadero lugar". Después de un enfrentamiento con Mertle (que le dice que ella piensa que Stitch se escapó porque Lilo era demasiado extraña), Lilo decide ponerse en contacto con Stitch. Después de llamar a Cobra Bubbles (y de tener el contestador automático), Lilo se da cuenta de que todavía hay un videoteléfono intergaláctico en la nave de Gantu. Ella hace su camino y se encuentra con el Experimento 625, que está amargado por haber sido abandonado por Gantu y tiene planes de convertir el barco en una tienda de bocadillos. Lilo ofrece con él un sándwich de mantequilla de maní y jalea. 625 esta feliz ya que nadie le había ha hecho un sándwich antes, pero sigue sospechando de Lilo. Cuando le pide usar el videoteléfono, 626 dice que está roto y no puede solucionarlo. A Lilo se le ocurre que el 625 es un experimento que aún no tiene nombre y, después de varios juegos de palabras, elige el de "Reuben" (como en la Reuben sándwich).
Una vez que el videoteléfono es fijo, Lilo se contacta con el número BRB-9000. Leroy trata de pasar frente a sí mismo como Stitch, pero solo consigue engañar a 625. Lilo descubrió que ese no era Stitch porque él no tenía el collar tiki. Leroy destruye la pantalla de comunicación. Hämsterviel toma una decisión sobre una nueva tarea para Leroy: ir a la Tierra y capturar a todos los 626 experimentos para poder destruirlos.
Lilo pide ayuda a Reuben para reparar la nave porque tiene casi todas las mismas facultades que Stitch. Después de algunas reticencias, está de acuerdo y utiliza sus poderes por primera y única vez en toda la serie. Pronto, Gantu del buque es el espacio digno, pero al salir, Leroy accidentalmente se estrella en el patio trasero de Mertle (de la misma manera como Stitch en la película original).
Como Jumba, Pleakley y Stitch se dirigen hacia el agujero negro, Stitch se escapa de la nave y libera rápidamente a los demás. Sin embargo, el ordenador se bloquea la navegación en curso para el agujero negro. Jumba dice que el agujero negro se transportarlos a un planeta volcánico en el que se vaporiza instantáneamente, pero si pueden perturbar el evento horizonte, se les enviará a algún otro sitio. Pleakley saca la roca que Lilo le dio y le pregunta si eso funcionará. Después de Jumba dice que es demasiado pesada, Stitch toma un trozo de ella, y luego rastrea a la parte delantera del vehículo y la echa en el agujero negro.
En la Tierra, Leroy obtiene el block de notas de los "primos" y rápidamente se captura la fotografía junto a todos ellos (junto con Mertle).
Lilo y Reuben han llegado a Turo, pero es demasiado tarde. Hämsterviel se ha hecho cargo de él utilizando a Leroy y Gantu órdenes para bloquear los componen, luego gire en su ID Tarjeta y Cabo. Gantu captura a Lilo y Reuben, pero unos minutos más tarde, Gantu decide que los pongan en libertad porque Hämsterviel le dispararon. Después de una llamada estrecha con varios clones de Leroy, que se encuentran atrapados. Todo parece perdido hasta que el G.A.C.C. Van de repente aparece (desde el agujero negro). Sin tiempo para explicar, Lilo, Reuben y todos Gantu y subir en dirección a la Tierra.
En la Tierra, el verdadero Leroy ha atrapado a todos los experimentos en un gran estadio, que parece estar basada en la verdadera Aloha Stadium (donde "Alohapalooza," un caso claro de ficción parodiando Lollapalooza, estaba previsto que tuviera lugar). El BRB-9000 Hämsterviel aparece y se prepara para borrar todos los experimentos, hasta que una oportuna aparición de Lilo, Stitch y de los demás destruye la BRB primordial del cañón. Hämsterviel no se inmuta y revela que ha traído a lo largo de su ejército Leroy como copia de seguridad. Stitch mítines sus "primos", y los experimentos empiezan la batalla. Pronto se hace evidente que los Leroys son más que un partido de los chicos buenos. En el nick de tiempo, recuerda que Jumba está programando un secreto cierre de mando en Leroy. Cuando el original fue creado, Jumba estaba jugando Lilo del acta, que tenía una copia de Elvis Presley, el rendimiento de "Aloha 'Oe". Si oye Leroy canción de nuevo, le hará, en teoría, desactivar. Lilo, viendo el equipo creado para el concierto, diseña un plan.
Con Jumba controlando el sonido, Pleakley las luces y Gantu fuegos artificiales, Stitch aparece a sobre el escenario con el característico atuendo de Elvis. Él comienza a jugar "Aloha 'Oe" con Lilo y Reuben y por supuesto que los Leroys se apagaban uno por uno hasta el original. Su plan frustrado, Hämsterviel es capturado de nuevo.
De vuelta en la Alianza Galáctica en la sede, el Gran Concejal se prepara para recompensar aún más a los héroes de la galaxia. Pero Stitch, Jumba y Pleakley se niegan y tanto Stitch renuncia al BRB-9000, Jumba su laboratorio y Pleakley como profesor, se dan cuenta de que no hay nada más importante que la familia y estar en la Tierra con Lilo. El Gran Concejal acepta esto sus decisiones, entonces le pregunta a Gantu si le gustaría que se devuelva como capitán de la Armada. Gantu acepta orgullosamente, con la condición de que Reuben sea asignado a su barco como su Oficial de Cocina.
Al volver a la Tierra, Lilo realiza una última foto. Mertle llega con Gigi (durante la batalla, Mertle se enteró de que Gigi puede hablar, y fue uno de los experimentos de Jumba). Aunque todavía piensa que Lilo es extraña, Gigi dice que quiere ser parte del "ohana" así todos Lilo, Stitch, Nani, Jumba, Pleakley, Mertle, David y todos los experimentos de la Tierra sonríen a la cámara diciendo "Aloha" y Lilo coloca la foto de toda la ohana en su álbum finalizando la película.
Mientras tanto, Lilo ya ha encontrado el lugar en el que Leroy y sus clones pertenecen - en la cárcel. Antes de poner fin a los créditos, los clones de Leroy bailan felizmente la canción de Elvis Presley, "«Jailhouse Rock» (1957)", con un enojado doctor Hämsterviel tocando sus pies bajo el ritmo de la canción. En los créditos, se ve la lista completa de los experimentos de Jumba desde el 001 al 626.

## Personajes
- Lilo Pelekai: La niña hawaiiana, que quería que Stitch, Jumba y Pleakley se quedaran con ella en la tierra, ahora ella tendrá que irse con Reuben a una larga misión contra Hämsterviel y su tropa. 
  - Interpretada por Daveigh Chase.
  - Doblada por Melissa Gedeón (LA).

- Stitch: El pequeño experimento 626, de color azul, amigo de Lilo, tendrá que combatir contra Leroy, Hämsterviel y toda su tropa (clones de Leroy). 
  - Interpretado por Chris Sanders.
  - Doblado por Raúl Aldana (LA).

- Leroy: Villano, es de color rojo 629, de la tropa de Hämsterviel, se hará cargo de Stitch y sus amigos, para destruirlos y también para destruir a los primos de Stitch. 
  - Interpretado por Chris Sanders.
  - Doblado por Raúl Aldana (LA).

- Jumba: El loco y malvado científico, que creó a Leroy, ahora tendrá que combatirlo junto a sus amigos y con la ayuda de los primos saldrá todo bien. 
  - Interpretado por David Ogden Stiers.
  - Doblado por Maynardo Zavala (LA).

- Pleakley: Este tendrá que combatir también a Leroy, tendrá que dejar su puesto para regresar hacia su casa "Hawaii". 
  - Interpretado por Kevin McDonald.
  - Doblado por Rubén Trujillo (LA).

- Gantu: Villano, se vuelve bueno, ahora este podrá ayudar a los primos de Stitch combatiendo a Hämsterviel, toma el puesto de Stitch, investigando crímenes en la galaxia, ya que Stitch volviera a "Hawaii". 
  - Interpretado por Kevin Michael Richardson.
  - Doblado por Gerardo Reyero (LA).

- Reuben (625): El come sándwiches, ahora tendrá que ayudar a los amigos para poder ganar contra Hämsterviel. 
  - Interpretado por Rob Paulsen.
  - Doblado por Arturo Mercado Jr (LA).

- Dr. Hämsterviel: Villano, termina en la cárcel, ya que quiso matar a los primos de Stitch, pero Lilo, Jumba y Pleakley lo combatieron y junto con su tropa quedan en la cárcel por malos. 
  - Interpretado por Jeff Bennett.
  - Doblado por Ricardo Tejedo (LA).

- Nani Pelekai: No salió en casi toda la película pero le da permiso a Lilo, a ir a la galaxia. 
  - Interpretada por Tia Carrere.
  - Doblada por Claudia Garzón (LA).

- Gran Consejal/Gran Consejera: Una mujer extraterrestre, dirigente de la Federación Galáctica.
  - Doblada por Patricia Martínez (LA).

- Mertle Edmons: Rival de Lilo, quien fue secuestrada por Leroy cuando este la secuestró con su mascota Gigi (Experimento 007).
  - Interpretada por Liliana Mumy.
  - Doblada por Fernanda Robles (LA).

- Teresa: Una de las amigas de Mertle.
  - Interpretada por Kali Whitehurst.
  - Doblada por Jessica Ángeles (LA).

- Yuki: Una de las amigas de Mertle.
  - Interpretada por Lili Ishida.
  - Doblada por Nayeli Mendoza (LA).

- Elena: Una de las amigas de Mertle.
  - Interpretada por Jillian Henry.
  - Doblada por Andrea Trujillo (LA).